# Serrivomeridae
Serrivomeridae – nieliczna w gatunki rodzina morskich ryb z rzędu węgorzokształtnych (Anguilliformes).

## Występowanie
Wody pelagialne od tropikalnej do umiarkowanej strefy Oceanu Atlantyckiego, Indyjskiego i Spokojnego.

## Cechy charakterystyczne
Szczęki bardzo wydłużone i smukłe. Co najmniej dwa rzędy zębów lemieszowych. Otwory skrzelowe łączą się po stronie brzusznej, 6–7 promieni branchiostegalnych. Ubarwienie zazwyczaj czarniawe ze srebrzystymi bokami. Liczba kręgów 137–170.

## Klasyfikacja
Rodzaje zaliczane do tej rodziny:
- Serrivomer Gill & Ryder, 1883
- Stemonidium Gilbert, 1905 – jedynym przedstawicielem jest Stemonidium hypomelas Gilbert, 1905.